# Lukas Jutkiewicz
Lukas Isaac Paul Jutkiewicz (* 26. Mai 1989 in Southampton, England) ist ein englischer Fußballspieler, der auch die polnische Staatsangehörigkeit besitzt. Er steht seit 2016 bei Birmingham City unter Vertrag.

## Vereinskarriere
Der Stürmer stand von 2007 bis 2010 beim FC Everton unter Vertrag und wurde in dieser Zeit an Plymouth Argyle (Football League Championship) und Huddersfield Town (League One) ausgeliehen. In der Hinrunde der Saison 2008/09 kam er zu seinem ersten und bislang einzigen Einsatz in der Premier League und belegte mit Everton den 5. Platz. In der Saison 2009/10 spielte er auf Leihbasis für den schottischen Erstligisten FC Motherwell und erzielte zwölf Ligatreffer.
Im Juli 2010 unterzeichnete Jutkiewicz beim Zweitligisten Coventry City einen Dreijahresvertrag. Für sein neues Team gelangen dem 21-Jährigen neun Tore in der Football League Championship 2010/11, sowie erneut neun Treffer in der Hinrunde der Folgesaison. Mit seinen Leistungen war er dem ambitionierteren Ligarivalen FC Middlesbrough aufgefallen, der ihn am 16. Januar 2012 für eine Ablösesumme von 1,3 Mio. Pfund verpflichtete. In Middlesbrough blieb Jutkiewicz in den folgenden zwei Jahren hinter den Erwartungen zurück und wurde daher am 28. Januar 2014 für den Rest der Saison an die Bolton Wanderers ausgeliehen. Für den Zweitligisten erzielte er sieben Treffer in zwanzig Spielen der Football League Championship 2013/14.
Mitte Juli 2014 gab der Premier-League-Aufsteiger FC Burnley die Verpflichtung von Lukas Jutkiewicz bekannt. In der Premier League 2014/15 kam der Angreifer in fünfundzwanzig Partien zum Einsatz, erzielte dabei jedoch kein Tor und stieg mit seinem neuen Team als Vorletzter wieder in die zweite Liga ab. Zu Beginn der Saison 2015/16 zog sich der 26-Jährige einen Kreuzbandriss zu, der ihn zu einer monatelangen Pause zwang.
Zu Beginn der Saison 2016/17 wechselte Jutkiewicz auf Leihbasis zum Zweitligisten Birmingham City. Nach acht Treffern in zwanzig Ligapartien verpflichtete ihn der Verein auf fester Vertragsbasis mit einem bis 2020 gültigen Vertrag. Mit seiner Mannschaft verbrachte er die folgenden dreieinhalb Spielzeiten im unteren Tabellendrittel der zweiten Liga. Sein persönlich erfolgreichstes Jahr gelang ihm in der EFL Championship 2019/20 mit fünfzehn Ligatreffern. In der Vorsaison erzielte er bei einem 3:1-Heimsieg über Rotherham United alle drei Tore für sein Team und damit einen Hattrick. Für seine ausgezeichneten Leistungen im Oktober 2018 wurde er von der English Football League zum besten Spieler des Monats der zweiten Liga gewählt.